# Милковени (Караш-Северин)
Милковени (рум. Milcoveni) насеље је у Румунији у округу Караш-Северин у општини Берлиште. Oпштина се налази на надморској висини од 97 m.

## Прошлост
Аустријски царски ревизор Ерлер је 1774. године констатовао да место "Мирковац" припада Јасеновачком округу, Новопаланачког дистрикта. Становништво је било влашко.

## Становништво
Према подацима из 2002. године у насељу је живело 306 становника, од којих су сви румунске националности.